# Evert van der Horst
Evert van der Horst (* 1930 oder 1931; † 16. Juli 2011 in Arnheim) war ein niederländischer Fußballspieler, der als Profi bei Vitesse Arnheim aktiv war. 

## Karriere
Van der Horst spielte zunächst in Amersfoort bei HVC. Von hier wechselte der Außenstürmer, der meist auf der linken Seite zum Einsatz kam, 1955 zu Vitesse nach Arnheim. Nach einer Saison in der höchsten Spielklasse wurde Vitesse bei Einführung der Profiligen in die Eerste Divisie eingeteilt; zu van der Horsts aktiven Zeiten sollte der Verein auch nicht mehr erstklassig werden, doch nach dem Abstieg in die Tweede Divisie konnte van der Horst mit dem Klub 1966 wieder in die zweithöchste Liga aufsteigen, in der er somit in seinem letzten Profijahr 1966/67 erneut spielte.
Bekannt wurde van der Horst als de boerenzoon med de rode zakdoek, der Bauernsohn mit dem roten Taschentuch, das er in seinem Dress mit auf den Platz nahm – er hatte es in der Anfangszeit als Fußballer von seiner Mutter bekommen: „In jenen Tagen transpirierte ich noch heftig,“ erklärte er später.
Auch nach der aktiven Zeit blieb van der Horst den Arnheimern treu. Unter Cor Brom fungierte er als Kotrainer, wurde später Trainer der zweiten Mannschaft und, nach der Trennung der Profis SBV Vitesse vom Verein, Leiter der ersten Amateurmannschaft von Vitesse 1892. Darüber hinaus war er Mitbegründer der Hallenfußball-Mannschaft und in weiteren ehrenamtlichen Funktionen tätig. Zuletzt gehörte er zu dem Team, das im Stadion GelreDome für die Besucherführungen zuständig ist.
Van der Horst starb im Juli 2011 nach längerer Krankheit im Alter von 80 Jahren.